# Igor Lukšić
Igor Lukšić (en serbi, Игор Лукшић; Bar, 14 de juny de 1974) 1 és un polític montenegrí, membre del Demokratska Partija Socijalista Crna Gore (DPS) i primer Ministre de Montenegro entre els anys 2010 i 2012.
Elegit diputat el 2001, va ser viceministre d'Afers Exteriors de Sèrbia i Montenegro del 2003 al 2004. Aquest mateix any, fou nomenat ministre de Finances de Montenegro, resultant, als vint-i-set anys, el ministre més jove de la història de país.
Es va esforçar a assegurar un ambient econòmic favorable a les empreses i va ascendir, durant la independència de 2006, al càrrec de viceprimer ministre. Quatre anys més tard, el 21 de desembre de 2010, va ser invertit primer ministre en substitució de Milo Đukanović, figura central de la vida política montenegrina des de la fi del comunisme, que el substitueix el 3 de desembre del 2012.